# Comosøen
Comosøen (Lago di Como på italiensk) er en gletcherskabt sø i den italienske region Lombardiet. Søen dækker et areal på 145,9 km² og er dermed Italiens tredjestørste sø, kun overgået af Gardasøen og Lago Maggiore. Comosøen er 410 meter dyb på sit dybeste sted, hvilket gør den til en af Europas dybeste. Søbunden befinder sig 200 meter under havets overflade.

## Søens kontur
Søen har form som et Y, der står på hovedet, og har navn efter byen Como, der ligger for enden af den vestlige gren af dette Y. I bunden af den østlige gren ligger byen Lecco, og længst mod nord ligger byen Gera Lario.

## Navnet
Comosøens latinske navn er Larius, som på italiensk bliver til Lario, der dog kun bruges sjældent. Normalt kaldes søen Lago di Como, der betyder Comos sø.
Byen Como bliver normalt benævnt "Como", mens søen aldrig omtales således. Det forholder sig anderledes når det drejer sig om en anden italiensk sø, nemlig Gardasøen (Lago di Garda). Her anvendes betagnelsen "Garda" nemlig om såvel byen Garda som søen Garda.
| - Billeder fra området - Lierna Comosøen - Varenna - Sentiero del Viandante - Villa D'Este - Lierna Comosøen - Como - Lierna Comosøen - Sentiero del Viandante |

## Vandets vandring
En række større og mindre vandløb strømmer ud i Comosøen, ikke mindst gletchervand fra Alpernes sydvendte skråninger. Ved Gera Lario løber floden Adda i søen. Længst mod syd, i Lecco, afvandes søen af Adda, der fortsætter ned til Posletten, hvor den løber sammen med Po.

## Byer langs søen
En lang række byer og landsbyer ligger langs søen. En oplistning ser således ud, startende med byen Como i det sydvestlige hjørne af søen og derfra søen rundt i urets retning:
- Como
- Cernobbio
- Moltrasio
- Carate Urio
- Laglio
- Brienno
- Argegno
- Colonno
- Ossuccio
- Lenno
- Mezzegra
- Tremezzo
- Griante
- Menaggio
- San Siro
- Musso
- Dongo
- Gravedona
- Domaso
- Gera Lario
- Colico
- Dorio
- Dervio
- Bellano
- Lierna
- Varenna
- Grumo
- Lago di Lecco
- Lecco
- Malgrate
- Limonta
- Bellagio
- Lezzeno
- Nesso
- Riva
- Torno
- Blevio

## De smukke og de rige
Comosøen er berømmet for sin skønhed og for de smukke omgivelser. Søen har gennem mange år været et populært sted for aristokratiet og de velhavende at rekreere. I vore dage er der fortsat en række kendisser, som holder til ved søen, hvilket er med til at øge strømmen af turister. Der findes et stort antal af paladser med smukke parker, så som Villa Olmo, Villa del Balbianello, Villa Serbelloni og Villa Carlotta.
Blandt de mange kendte, som har – eller har haft – tilknytning til søen, kan nævnes:
- Matthew Bellamy
- Madonna
- George Clooney
- Gianni Versace
- Ronaldinho
- Sylvester Stallone
- Richard Branson